# ПТТ
ПТТ је акроним од Пошта, Телеграф и Телефон. Током двадесетог века то је био уобичајени назив за монополистичка предузећа која су пружала наведене услуге. 
Развојем технологије, било је природно да Пошта, као предузеће које се бавило преносом порука, пређе, бар делимично, на нове видове комуникације, те су Поште, не само код нас већ и у другим земљама, развиле сопствене комуникационе мреже и технологије телеграфа, а онда и телефона.
Експлозивним развојем телекомуникација нарочито у задњој трећини двадесетог века и појавом дигиталних телекомуникација, рачунара, факс-машина, микропроцесора, пејџера, мобилних телефона и Интернета, телеграф је потпуно изгубио свој смисао те се и као услуга и техника, гаси.
Телекомуникација као високопрофитабилне се одвајају од Државе и светски је тренд са се Телекомуникације одвајају од углавном мање профитабилне Поште. То се десило и у Србији 1997. године, када су формирањем предузећа за телекомуникације "Телеком Србија" телекомуникације издвојене из Јавног предузећа ПТТ саобраћаја „Србија“, које се постепено вратило класичним поштанским активностима као што су пренос писама и пакета, и још увек и телеграма и почело и да користи назив Пошта.